# John Grote
John Grote, född 5 maj 1813 i Beckenham i nuvarande sydöstra London, död 21 augusti 1866 i Trumpington i Cambridgeshire, var en engelsk moralfilosof och anglikansk präst.
Han var son till en bankman och var yngre bror till historikern och filosofen George Grote. Han tog examen i Cambridge 1835 och började som fellow där 1837. Från 1847 till sin död var han präst i Trumpington där hans granne var den nära vännen Robert Leslie Ellis. 1855 efterträdde Grote William Whewell på Knightbridge-professuren i moralfilosofi i Cambridge.
Han publicerade relativt lite under sin livstid. Hans Examination of the Utilitarian Philosophy publicerades postumt 1870 och hans Treatise on Moral Ideals kom ut 1876. Grote var en filosofisk idealist och motståndare till utilitarismen. Han skall ha varit den som myntade ordet "relativism", även om han inte använde det på exakt samma sätt som det används idag.